# Trouble (canción de Elvis Presley)
"Trouble" es una canción de estilo blues escrita por Jerry Leiber y Mike Stoller, originalmente interpretada por Elvis Presley en 1958 y versionada por varios artistas en años posteriores. L versión original de Elvis fue una de las canciones principales de la película King Creole en una escena donde él se la canta a modo de desafío personal a un jefe de la mafia encarnado por el actor Walter Matthaw. Esta primera grabación fue editada por RCA en formato de EP bajo el título de King Creole vol. 2 y vendió en su momento unas 500.000 copias.  En la actualidad el EP está certificado como disco de platino por la RIAA. 
Elvis volvería a grabar Trouble en formato de medley junto a Guitar Man en 1968 para su especial televisivo de la cadena NBC conocido como 1968 NBC TV Special. El medlye Trouble / Guitar Man con el que Elvis abre el show en esa oportunidad constituye uno de los temas principales del evento.

## Historia
Elvis Presley interpretó la canción en la película King Creole de 1958, y su grabación se incluyó en la banda sonora del mismo nombre. "Trouble", con Scotty Moore en la guitarra, fue una de las tres únicas canciones escritas por Leiber y Stoller para el largometraje. La actuación de Presley en la película alude a Muddy Waters y Bo Diddley. "Si buscas problemas", entona, "mírame a la cara porque soy malvado, mi segundo nombre es Misery". El crítico musical Maury Dean sugiere que "Trouble", con el "gruñido ronco" de Presley, es una de las primeras canciones de protopunk. 
Diez años después, Presley abrió su especial de televisión de 1968 con este tema. Con una iluminación oscura y melancólica que resaltaba la mueca de su rostro, la secuencia aludía al pasado de Presley y a su imagen "peligrosa" y servía para demostrar que el cantante seguía siendo "sexy, hosco y francamente provocativo".   La pieza luego pasó a "Guitar Man" con un fondo de "Jailhouse Rock" con bailarines masculinos en celdas. 
Elvis registró esta nueva versión de Trouble el 21 de junio de 1968 en el Estudio i de Western Recorders en Hollywood, California. 
En la película de 2022 Elvis, Presley aparece interpretando “Trouble” en el Russwood Park de Memphis (Tennessee) el 4 de julio de 1956, pero lo cierto es que no cantó la canción en ese concierto porque aún no había sido escrita. La usaron en la película porque la letra encajaba con la escena representada. “Trouble” no fue tocada por Elvis antes de grabarla en 1958 para su película, King Creole.
Presley interpretó la canción varias veces durante una gira a principios de la década de 1970 y han circulado grabaciones no oficiales de estas interpretaciones. En 1975, Presley grabó el sencillo, "T-R-O-U-B-L-E", pero se trata de una canción completamente diferente.
La canción fue incluida en la revista musical Smokey Joe's Cafe .

## Composición
La canción utiliza el mismo riff que la canción de Muddy Waters de 1954 " Hoochie Coochie Man ", escrita por Willie Dixon. Este riff en particular es uno de los más reconocibles del blues, y también se escucha en " I'm A Man " (1955) de Bo Diddley y en " Mannish Boy " (1955) de Muddy Waters.
De hecho, la característica clave de la canción es el uso del tiempo detenido, o pausas en la música, durante la primera mitad de la progresión. Este dispositivo musical se escucha comúnmente en el jazz de Nueva Orleans, cuando la instrumentación se detiene brevemente, lo que permite un solo instrumental corto antes de reanudarse.

## Versiones notables
- Jackie DeShannon lanzó la primera versión de esta canción en 1959. [7]
- Suzi Quatro la versiona en su segundo álbum, Quatro, lanzado en octubre de 1974.
- Una versión de la banda de rock británica, Gillan alcanzó el puesto número 14 en la lista de sencillos del Reino Unido en octubre de 1980. [8]
- Una versión de la banda de Heavy Metal estadounidense, Danzig fue lanzada en su EP Thrall-Demonsweatlive en 1993.
- La actriz y cantante de Broadway Brenda Braxton interpretó la canción en la revista musical de Broadway Smokey Joe's Cafe entre 1995 y 2000.
- Una versión de la banda de jam Goose de su espectáculo en vivo el 19 de noviembre de 2021 en Belly up en Aspen (Colorado). [9]
- El actor Austin Butler interpretó la canción en la película de 2022, Elvis .

## Otros usos
El campeón mundial de patinaje artístico Javier Fernández interpretó durante la temporada 2016-17, parte de su programa libre con "Trouble" en la versión de Elvis Presley,  cuando ganó su quinta medalla de oro consecutiva en los Campeonatos de Europa. El programa también incluyó secciones de " Fever " y " Jailhouse Rock ".
La cantante pop estadounidense Britney Spears interpretó parte del primer verso durante su actuación de regreso en los MTV Video Music Awards de 2007 antes de pasar a "Gimme More". 